# Lijst van spelers van FC Dordrecht
Dit is een lijst van voetballers die minimaal één officiële wedstrijd hebben gespeeld in het eerste elftal van de Nederlandse betaaldvoetbalclub FC Dordrecht, D.F.C., DS'79 of Dordrecht'90.

## A
- Gert Aandewiel
- Huug Aandewiel
- Şefik Abalı
- Abdallah Aberkane
- Fabian de Abreu
- Anass Achahbar
- Giorgio Achterberg
- Romeo van Aerde
- Marouane Afaker
- Nikolas Agrafiotis
- Kemy Agustien
- Adil El Aiboudi
- Reda Akmum
- Fahd Aktaou
- Özgür Aktaş
- Adnan Alisic
- Erol Alkan
- Mohammed Allach
- Nelson Amadin
- Mawouna Amevor
- Carlo l'Ami
- Joseph Amuzu
- Niv Antman
- Soufiane Aouragh
- Henk den Arend
- Jafar Arias
- Ceylan Arıkan
- Maarten Atmodikoro
- Adil Auassar
- Jop van der Avert
- Anouar El Azzouzi

## B
- Guus Baars
- Nikki Baggerman
- Mateja Bajunović
- Danny Bakker
- Jacques den Bakker
- Aliou Baldé
- Serge van den Ban
- Karim Bannani
- Naoufal Bannis
- Ramon Barendregt
- Sander Barragan
- Bert Bartelings
- John Baven
- Freek Bellaard
- Mohammed Bensadik
- Wim Berends
- Anthony Berenstein
- Mannou Berger
- Menno Bergsen
- Tom Beugelsdijk
- Mark Bevaart
- John de Bever
- Celton Biai
- Emir Biberoğlu
- Joey de Bie
- Anthony Biekman
- Clarence Bijl
- Glenn Bijl
- Loek Bijl
- Ton van der Bijl
- Jean-Paul van Bilsen
- Mounir Biyadat
- Julius Bliek
- Jaap Bloem
- Gino Boers
- Wil Boessen
- Duco Bolte
- Matthew Bondswell
- Nick de Bondt
- Mark van den Boogaart
- Jordi Boogers
- Marco Boogers
- Quincy Boogers
- Theo de Boon
- Chris Bosse
- Liam Bossin
- Achraf El Bouchataoui
- Yahya Boumediene
- Tayren Bouwmeester
- Govert Boyen
- Dylan de Braal
- Hakim Braham
- Nico de Bree
- Daniël Breedijk
- Virgil Breetveld
- Reinhard Breinburg
- Bo Breukers
- Elso Brito
- Lars Brøgger
- Ilias Bronkhorst
- Johan Bruggeman
- Bruno
- Alban Bunjaku

## C
- Ridny Cairo
- Andreas Calcan
- Boubakar Camara
- Carlos Carrasco
- Mirano Carrilho
- Şahverdi Çetin
- Michael Chacón
- Jeremy Cijntje
- Marius Ciugarin
- Lorenzo Codutti
- Christian Conteh
- Tim Coremans
- Nick Coster
- Alessio Da Cruz
- Shayron Curiel
- Rosco Cyrus

## D
- Manu Dagher
- Leon van Dalen
- Alvin Daniëls
- Erixon Danso
- Jordy van Deelen
- Ton Dekker
- Sven Delanoy
- Kino Delorge
- Dirk Jan Derksen
- Fernando Derveld
- Salif Diao-Jimenez
- Dion Dickhoff
- Henk Dirven
- Stef Doedée
- Pepijn Doesburg
- Michael van Dommelen
- Jacky Donkor
- Trevor Doornbusch
- Steve van Dorpel
- Rob Dorré
- Augustin Drakpe
- Epi Drost
- Dick Dubbeld
- Alex van Duijvenbode
- John den Dunnen
- Donny van der Dussen

## E
- Jos van Eck
- Rodney Elliot
- Nicky van der Ent
- Zeki Erkılınç
- Harvey Esajas
- Anne Evers
- Jayson Ezeb

## F
- Godwin Falix
- Peter Feteris
- Renze Fij
- Jeffry Fortes
- Giovanni Franken

## G
- Eric van der Gaag
- Martijn van Galen
- Benny Gall
- Maarten van Gelderen
- Roderick Gielisse
- Ad van der Gijp
- Dennis van der Gijp
- Paul Gladon
- Joey Godee
- Giovano Gödeken
- Rogier van Gogh
- Noël Goossens
- Edwin Gorter
- Robin Gosens
- Roel de Graaff
- Giovanni Gravenbeek
- Danzell Gravenberch
- Arnaud De Greef
- Dwayne Green
- Serginho Greene
- Raffaele De Gregorio
- Stef Gronsveld
- Terence Groothusen

## H
- Kristiaan Haagen
- Ricky van Haaren
- Evert-Jan van de Haar
- Ilias Haddad
- Devin Haen
- Warner Hahn
- Nick Hak
- Harry van den Ham
- Mohamed Hamdaoui
- Gustavo Hamer
- Rob Hansen
- Wilco van Haren
- Mike Havekotte
- Omran Haydary
- Mitchel Heerkens
- Remco Heerkens
- Frans van der Heide
- Michael van der Heijden
- Peter Heijstek
- Ruud Hendriks
- Max van Herk
- Kai van Hese
- Cerezo Hilgen
- John Hilton
- Mauresmo Hinoke
- Bart van Hintum
- Jurian Hobbel
- Paul Hodgetts
- Rody Hoegee
- Marc Hogervorst
- Quincy Hogesteger
- André Hol
- Tim Hölscher
- Rick Hoogendorp
- Cock Hoogeveen
- Roland Hoop
- Brutil Hosé
- Mohamed Houdoe
- Ramón ten Hove
- Santy Hulst
- Dave Huijmans
- Toine van Huizen

## I
- Fouad Idabdelhay
- Raily Ignacio
- Shabir Isoufi

## J
- Nico Jalink
- Rangelo Janga
- Geert Jansen
- Kevin Jansen
- Bryan Janssen
- Amien Jeddaoui
- Martijn de Jong
- Tommy de Jong
- Renaldo Jongebloet
- Cees Jorissen
- Jurrick Juliana

## K
- Ekrem Kahya
- Moussa Kalisse
- Gervane Kastaneer
- Gerrie Kattestaart
- Gerrit de Keizer
- Jeffrey Ket
- Rachid El Khalifi
- Melvin Kingsale
- Sean Klaiber
- Jan Klijnjan
- Ronald Klinkenberg
- Rodney Klooster
- Ruben Kluivert
- Alfred Knippenberg
- Thomas Kok
- Serhat Köksal
- Frank Kooiman
- Ryan Koolwijk
- Giovanni Korte
- Romario Kortzorg
- Devon Koswal
- Leo Koswal
- Vieri Kotzebue
- Kees Koudstaal
- Wilmer Kousemaker
- Dennis van der Kraan
- Joris Kramer
- Ruud Kras
- Rene Kriwak
- Vakamon Kromah
- Nick Kuipers
- Raymon Kuipers
- Theo Kulsdom
- Filip Kurto
- Ger van Kuyk
- Peter van der Kwaak

## L
- Arjan van der Laan
- Marco de Laat
- Freek Lamain
- Peter Landers
- Ruud Langenberg
- Michel Langerak
- Joop Lankhaar
- Ferry van Lare
- Vlatko Lazić
- Melvin Leerdam
- Terry Lees
- Peter Leeuwenburgh
- Cor Lems
- Leonardo
- Fernando Lewis
- Noah Lewis
- Perry Leydsman
- Mart Lieder
- Roël Liefden
- Jaco de Ligt
- Josimar Lima
- Mailson Lima
- Ad van der Linden
- John Linford
- Junior Livramento
- Robbert te Loeke
- Youri Loen
- John van Loenhout
- Sherwin Londt
- Samuele Longo
- Didi Longuet
- Cecilio Lopes
- Lionel Lord
- Wim Los
- Andreas Luckermans
- Ramon Lujano Benavides
- Jeroen Lumu

## M
- Nassir Maachi
- Denis Mahmudov
- Raphael Maitimo
- Marko Maletić
- Ruggero Mannes
- Michel Marree
- Javier Martina
- Juan Martínez
- Pedro Marques
- Peter Matena
- Billy Maximiano
- Jessy Mayele
- Dylan Mbayo
- Yannis M'Bemba
- Dave van der Meer
- Geert Meijer
- Stijn Meijer
- Patrick Meijnhard van Schoor
- Harry Melis
- Paulo Mendonca
- Matheus Menezes
- Eric van der Merwe
- Rayvano van de Merwe
- Rihairo Meulens
- Alessio Miceli
- Cendrino Misidjan
- Kevin Moeliker
- Danny Molendijk
- Rogier Molhoek
- Dugary Monkou
- Rui Monteiro
- Lewis Montsma
- Iderlindo Moreno Freire
- Savvas Mourgos
- Ibad Muhamadu
- Gerrie Mühren
- Daniël Muñoz
- Dehninio Muringen
- Richie Musaba
- Robert Mutzers
- Bart van Muyen
- Karsten Myssing

## N
- Seydine N'Diaye
- Angelo Nelstein
- Marcel van der Net
- John Nieuwenburg
- Malhory Noc
- Bradley de Nooijer
- Dennis de Nooijer
- Gérard de Nooijer
- Regillio Nooitmeer
- Andries Noppert
- René Notten
- Yoëll van Nieff

## O
- Funso Ojo
- Chiel Olde Keizer
- Chima Onyeike
- Obi Onyeike
- Aart Ooms
- Ab van Oorschot
- Joop Oostdam
- René Opschoor
- Brandon Ormonde-Ottewill
- Dave Osei
- Korede Osundina
- Charlie van den Ouweland
- Joris van Overeem
- Davy Overes
- Gene Overkleeft
- Gaultiér Overman
- Niels Overweg
- Jeffrey Owusu

## P
- Pleun de Paauw
- Jan Papavoine
- Veron Parkes
- Gabriele Parlanti
- Fernando Pascale
- Pascu
- Kevin Patijn
- Marvin Peersman
- Tristan Peersman
- Maarten Peijnenburg
- Dennis van der Pennen
- Ab Persijn
- Jermaine van Pijkeren
- Brian Pinas
- Jaymillio Pinas
- Shaquille Pinas
- Everon Pisas
- Johan Plat
- Melvin Plet
- Nick van der Ploeg
- Luca Plogmann
- Richard Plug
- Thomas Poll
- Robin Polley
- Ocean Polonius
- René Ponk
- Danny Post
- Sven Post
- Michael Potkamp
- Simon Power
- Valentino Pugliese
- Eddy Putter
- Joshua Pynadath

## Q
- Erik Quekel

## R
- Guy Ramos
- Léon Ramos
- Björn Raven
- Tim Receveur
- Ivo Reemnet
- Benjamin Reemst
- Sjoerd Rensen
- Jerson Ribeiro
- Bryan Richardson
- Maceo Rigters
- Cock Rijkens
- Kevin Rijnvis
- Jeffrey Rijsdijk
- Reinier Robbemond
- Garry Mendes Rodrigues
- Gerson Rodrigues
- Leroy Rodrigues
- Gradus Roeland
- Henk Roeland
- Hennie de Romijn
- Mischa Rook
- Geert Arend Roorda
- Albertino Rosario
- Tom Rosenthal
- Raies Roshanali
- Ivo Rossen
- Jan Rovers
- Jan Royé jr.
- Eef Ruisch
- Randy Rustenberg

## S
- Ricardo Samoender
- Rob Sanders
- Jermaine Sandvliet
- Tom Sanne
- Gianni dos Santos
- Resham Sardar
- Mauro Savastano
- Arno Schaap
- Olaf Schaap
- Thomas Schalekamp
- Siebe Schets
- Jan Scheurwater
- Vincent Schippers
- Ben Scholte
- Marcel Schoon
- Ben Schubert
- Jari Schuurman
- Ilias Sebaoui
- Adrian Segecic
- Juanito Sequeira
- Alhaji Sesay
- Léo Seydoux
- Rocco Robert Shein
- Etienne Shew-Atjon
- Rocky Siberie
- Edward Sijahailatua
- Bernardo Silva
- Igor Daniel da Silva (Igor)
- Jerry Simons
- Gerrie Slagboom
- Marcel van der Sloot
- Andwelé Slory
- Jaden Slory
- Peter van der Slot
- Joep van der Sluijs
- Huub Smeets
- Ian Smeulers
- Renny Smith
- Bartek Smolarczyk
- Genaro Snijders
- Karel Snijders
- Kees Spaan
- Theo Speelmeijer
- Antonio Stankov
- Dick van der Starre
- Luivienno Statia
- Wim van de Steene
- Matthew Steenvoorden
- John Stevens
- Petar Stošković
- Hans Stout
- Crysencio Summerville
- Glenn Summerville
- Lawson Sunderland
- Raphael Supusepa
- Mathis Suray
- Kürşad Sürmeli
- Anthony Swolfs

## T
- Kwame Tabiri
- Kevin Tano
- Victor Tebbens
- Brian Tevreden
- Joël Thomas
- Blake Thompson
- Adri van Tiggelen
- Thijs Timmermans
- Ibrahima Touré
- Tidjany Touré
- Sergio Tremour
- William Troost-Ekong
- Tuan Trương Minh
- Uriel Trustfull
- Antef Tsoungui

## U
- Adnan Ugur

## V
- Sem Valk
- Michel Valke
- Arsenio Valpoort
- Toni Varela
- Peter van der Veen
- Nick van der Velden
- Lars Veldwijk
- John van Velzen
- Nick Venema
- Sem Verdonk
- Sjors Verhagen
- John Verhoek
- Kevin Vermeulen
- Johan Versluis
- Johan Versluis (1976-1977)
- Vincent Vervoort
- Javier Vet
- Daniël van Vianen
- Jaron Vicario
- Björn Vlasblom
- Jordy Vleugels
- Bradley Vliet
- Marcel Vlot
- Ronald Vlot
- Wouter de Vogel
- Manuel Voll
- Rick ten Voorde
- Gerrit Vooys
- Ismo Vorstermans
- Donald de Vries
- Mark de Vries
- Senne Vugts
- Ton van Vuren

## W
- Joop Warner
- André Wasiman
- Koos Waslander
- Germain Wattamaleo
- Warry van Wattum
- Leen van der Weel
- Guus van Weerdenburg
- Jordy Wehrmann
- Johan van der Werff
- Sai van Wermeskerken
- Marvin Westerduin
- Jaap van der Wiel
- Jerailly Wielzen
- Marijn Wijkhuijs
- Piet Wijnberg
- Brian Wilsterman
- Erwin van der Woerdt
- Nick Wolters
- Nando Wormgoor
- Johan van Wort
- Frank van der Woude
- Hans van der Woude
- Romeo Wouden
- Dick Wouters

## X
- Demis Xanthopoulos
- Davide Xausa

## Z
- Melvin Zaalman
- Oussama Zamouri
- Shiloh 't Zand
- Dean Zandbergen
- Género Zeefuik
- Ersin Zehir
- Rachid Zenzen
- Sieme Zijm
- Felitciano Zschusschen
- Michel van Zundert
- John van der Zwan
- Joël Zwarts